# Amsterdam Storytelling Festival
Het Amsterdam Storytelling Festival is een jaarlijks festival waarin gedurende vijf dagen nationale en internationale storytellers, acteurs en muzikanten optreden in Podium Mozaïek.

## Geschiedenis
Het festival is opgericht in 2008 door Arjen Barel en Marlies ter Haar en heette toen 'Internationaal Storytelling Festival Amsterdam'. De eerste versie werd georganiseerd in de verlaten schepen van de haven van Amsterdam-Noord. Sinds 2018 werd Podium Mozaïek de vaste locatie en hebben Sahand Sahebdivani en Rapheal Rodan de creatieve leiding. Over de jaren heen is het festival uitgegroeid tot een programma met gerenommeerde nationale en internationale artiesten en tientallen voorstellingen, presentaties en workshops.